# Grand Prix Ruska 2019
Grand Prix Ruska 2019 (oficiálně Formula 1 VTB Russian Grand Prix 2019) se jela na okruhu Sochi Autodrom v Soči v Rusku dne 29. září 2019. Závod byl šestnáctým v pořadí v sezóně 2019 šampionátu Formule 1.

## Kvalifikace
| Poř.                       | No. | Jezdec             | Konstruktér               | Časy v kvalifikaci | Časy v kvalifikaci | Časy v kvalifikaci | Pořadí na startu |
| Poř.                       | No. | Jezdec             | Konstruktér               | Q1                 | Q2                 | Q3                 | Pořadí na startu |
| -------------------------- | --- | ------------------ | ------------------------- | ------------------ | ------------------ | ------------------ | ---------------- |
| 1                          | 16  | Charles Leclerc    | Ferrari                   | 1:33.613           | 1:32.434           | 1:31.628           | 1                |
| 2                          | 44  | Lewis Hamilton     | Mercedes                  | 1:33.230           | 1:33.134           | 1:32.030           | 2                |
| 3                          | 5   | Sebastian Vettel   | Ferrari                   | 1:33.032           | 1:32.536           | 1:32.053           | 3                |
| 4                          | 33  | Max Verstappen     | Red Bull Racing-Honda     | 1:33.368           | 1:32.634           | 1:32.310           | 9                |
| 5                          | 77  | Valtteri Bottas    | Mercedes                  | 1:33.413           | 1:33.281           | 1:32.632           | 4                |
| 6                          | 55  | Carlos Sainz Jr.   | McLaren-Renault           | 1:34.184           | 1:33.807           | 1:33.222           | 5                |
| 7                          | 27  | Nico Hülkenberg    | Renault                   | 1:34.236           | 1:33.898           | 1:33.289           | 6                |
| 8                          | 4   | Lando Norris       | McLaren-Renault           | 1:34.201           | 1:33.725           | 1:33.301           | 7                |
| 9                          | 8   | Romain Grosjean    | Haas-Ferrari              | 1:34.283           | 1:33.643           | 1:33.517           | 8                |
| 10                         | 3   | Daniel Ricciardo   | Renault                   | 1:34.138           | 1:33.862           | 1:33.661           | 10               |
| 11                         | 10  | Pierre Gasly       | Scuderia Toro Rosso-Honda | 1:34.456           | 1:33.950           |                    | 16               |
| 12                         | 11  | Sergio Pérez       | Racing Point-BWT Mercedes | 1:34.336           | 1:33.958           |                    | 11               |
| 13                         | 99  | Antonio Giovinazzi | Alfa Romeo Racing-Ferrari | 1:34.755           | 1:34.037           |                    | 12               |
| 14                         | 20  | Kevin Magnussen    | Haas-Ferrari              | 1:33.889           | 1:34.082           |                    | 13               |
| 15                         | 18  | Lance Stroll       | Racing Point-BWT Mercedes | 1:34.287           | 1:34.233           |                    | 14               |
| 16                         | 7   | Kimi Räikkönen     | Alfa Romeo Racing-Ferrari | 1:34.840           |                    |                    | 15               |
| 17                         | 63  | George Russell     | Williams-Mercedes         | 1:35.356           |                    |                    | 17               |
| 18                         | 88  | Robert Kubica      | Williams-Mercedes         | 1:36.474           |                    |                    | 18               |
| 19                         | 23  | Alexander Albon    | Red Bull Racing-Honda     | 1:39.197           |                    |                    | BOX              |
| 107% času vítěze: 1:39.544 |     |                    |                           |                    |                    |                    |                  |
| DNQ                        | 26  | Daniil Kvjat       | Scuderia Toro Rosso-Honda | Bez času           |                    |                    | 19               |
| Zdroj:                     |     |                    |                           |                    |                    |                    |                  |

Poznámky
1. 1 2  Max Verstappen a Pierre Gasly obdrželi trest posunu o 5 míst vzad za novou specifikaci motoru.
2. ↑  Robert Kubica musel startovat na chvostu startovního roštu za překročení počtu povolených pohonných jednotek.
3. ↑  Alexander Albon obdržel trest posunu o 5 míst vzad za novou specifikaci motoru. Zároveň musel startovat z boxové uličky za výměnu podlahy.
4. ↑  Daniil Kvjat nezaznamenal čas, kterým by se kvalifikoval ve 107 % času vítěze. Start mu byl povolen sportovními komisaři. Zároveň obdržel trest za překročení počtu povolených pohonných jednotek.

## Závod
| Poř.                                                                | No. | Jezdec             | Konstruktér               | Počet kol | Čas/Odstoupení      | Pořadí na startu | Body |
| ------------------------------------------------------------------- | --- | ------------------ | ------------------------- | --------- | ------------------- | ---------------- | ---- |
| 1                                                                   | 44  | Lewis Hamilton     | Mercedes                  | 53        | 1:33:38.992         | 2                | 26   |
| 2                                                                   | 77  | Valtteri Bottas    | Mercedes                  | 53        | +3.829              | 4                | 18   |
| 3                                                                   | 16  | Charles Leclerc    | Ferrari                   | 53        | +5.212              | 1                | 15   |
| 4                                                                   | 33  | Max Verstappen     | Red Bull Racing-Honda     | 53        | +14.210             | 9                | 12   |
| 5                                                                   | 23  | Alexander Albon    | Red Bull Racing-Honda     | 53        | +38.348             | BOX              | 10   |
| 6                                                                   | 55  | Carlos Sainz Jr.   | McLaren-Renault           | 53        | +45.889             | 5                | 8    |
| 7                                                                   | 11  | Sergio Pérez       | Racing Point-BWT Mercedes | 53        | +48.728             | 11               | 6    |
| 8                                                                   | 4   | Lando Norris       | McLaren-Renault           | 53        | +57.749             | 7                | 4    |
| 9                                                                   | 20  | Kevin Magnussen    | Haas-Ferrari              | 53        | +58.779             | 13               | 2    |
| 10                                                                  | 27  | Nico Hülkenberg    | Renault                   | 53        | +59.841             | 6                | 1    |
| 11                                                                  | 18  | Lance Stroll       | Racing Point-BWT Mercedes | 53        | +1:00.821           | 14               |      |
| 12                                                                  | 26  | Daniil Kvjat       | Scuderia Toro Rosso-Honda | 53        | +1:02.496           | 19               |      |
| 13                                                                  | 7   | Kimi Räikkönen     | Alfa Romeo Racing-Ferrari | 53        | +1:08.910           | 15               |      |
| 14                                                                  | 10  | Pierre Gasly       | Scuderia Toro Rosso-Honda | 53        | +1:10.076           | 16               |      |
| 15                                                                  | 99  | Antonio Giovinazzi | Alfa Romeo Racing-Ferrari | 53        | +1:13.346           | 12               |      |
| Ret                                                                 | 88  | Robert Kubica      | Williams-Mercedes         | 28        | Odvolán             | 18               |      |
| Ret                                                                 | 63  | George Russell     | Williams-Mercedes         | 27        | Brzdy               | 17               |      |
| Ret                                                                 | 5   | Sebastian Vettel   | Ferrari                   | 26        | Ztráta výkonu       | 3                |      |
| Ret                                                                 | 3   | Daniel Ricciardo   | Renault                   | 24        | Poškození po kolizi | 10               |      |
| Ret                                                                 | 8   | Romain Grosjean    | Haas-Ferrari              | 0         | Kolize              | 8                |      |
| Nejrychlejší kolo: Lewis Hamilton (Mercedes) – 1:35.761 (v kole 51) |     |                    |                           |           |                     |                  |      |
| Zdroj:                                                              |     |                    |                           |           |                     |                  |      |

Poznámky
1. ↑  Lewis Hamilton získal jeden bod za zajetí nejrychlejšího kola.
2. ↑  Kevin Magnussen obdržel trest přičtení 5 sekund k času v cíli za překračování limitů trati.

## Průběžné pořadí po závodě
Pohár jezdců
|        | Pořadí | Jezdec           | Body |
| ------ | ------ | ---------------- | ---- |
|        | 1      | Lewis Hamilton   | 322  |
|        | 2      | Valtteri Bottas  | 249  |
|        | 4      | Charles Leclerc  | 215  |
|        | 3      | Max Verstappen   | 212  |
|        | 5      | Sebastian Vettel | 194  |
| Zdroj: |        |                  |      |

Pohár konstruktérů
|        | Pořadí | Konstruktér           | Body |
| ------ | ------ | --------------------- | ---- |
|        | 1      | Mercedes              | 571  |
|        | 2      | Ferrari               | 409  |
|        | 3      | Red Bull Racing-Honda | 311  |
|        | 4      | McLaren-Renault       | 101  |
|        | 5      | Renault               | 68   |
| Zdroj: |        |                       |      |